# Kenneth Perez
Kenneth Perez (* 29. August 1974 in Kopenhagen) ist ein ehemaliger dänischer Fußballspieler. Er spielte von 1997 bis zu seinem Karriereende 2011 in den Niederlanden. Von 2011 bis 2014 gehörte er zum Trainerstab der Jugendmannschaften von Ajax Amsterdam.

## Karriere

### Verein
Perez begann 1993 seine Profikarriere bei Akademisk Boldklub. 1995 wechselte er zum FC Kopenhagen, mit denen er 1997 den Landspokalturneringen, den dänischen Pokal, gewinnen konnte. Nach diesem Erfolg wechselte der Stürmer zum niederländischen Verein MVV Maastricht.
Beim damaligen Aufsteiger blieb Perez zwei Jahre, ehe er zum AZ Alkmaar wechselte. Dort entwickelte er sich zu einem wichtigen Leistungsträger und erzielte bis Sommer 2006 in 178 Spielen 60 Tore. Schließlich wechselte er 2006/07 zu niederländischen Top-Verein Ajax Amsterdam. Zu seinen größten Erfolgen mit AZ gehört der Einzug ins Halbfinale um den UEFA-Pokal 2005. Im gleichen Jahr wurde der dritte Rang in der Liga erreicht. Bis dahin die beste Platzierung seit 1983.
Im Sommer 2006 wechselte Perez zu Ajax Amsterdam. Obwohl zwölf Tore in 27 Spielen erzielend, wechselte der Angreifer nach nur einem Jahr zur PSV Eindhoven. Noch im Vorjahr gewann er mit Ajax gegen seinen neuen Arbeitgeber im Finale um den Johan-Cruyff-Schaal.
Am 2. Dezember 2006 wurde Kenneth Perez vom niederländischen Fußballverband KNVB wegen rassistischer Beleidigung gegenüber dem dunkelhäutigen Linienrichter Nicky Siebert im Spiel gegen Twente Enschede am 9. November 2006 für fünf Spiele gesperrt. Zuzüglich musste Perez eine Strafe in Höhe von 12.500 Euro an den Verband zahlen.
Nach nur fünf Monaten entschloss sich Perez wieder für Ajax zu spielen und er wechselte zur Winterpause der Saison 2007/08 in die niederländische Hauptstadt. Beide Fanlager kritisierten diesen Schritt und dieser Wechsel brachte große Diskussionen um Perez’ Person. Im Sommer 2008 degradierte ihn Neu-Trainer Marco van Basten in den Ajax-Reservekader.
Noch vor Ende der Sommertransferperiode wechselte Perez zu Twente Enschede. Mit Twente wurde er auf Anhieb Vizemeister und Pokalsieger. Er fügte sich sofort als Leistungsträger in die Mannschaft ein. Zu Spielzeit 2009/10 schaffte es der Klub die Eredivisie zu gewinnen. Es war der erste Titelgewinn der Vereinsgeschichte.
Zum Saisonschluss gab Perez seinen Abschied von Enschede bekannt. Im September 2010 wechselte er in Topklasse zu Amsterdamsche FC, hier beendete er im Juni 2011 seine aktive Karriere.

### Nationalmannschaft
Im November 2003 gab Perez unter Morten Olsen sein Debüt im Dress der dänischen Nationalmannschaft. Beim 3:2-Sieg gegen England wurde er für Dennis Rommedahl eingewechselt. Im Sommer 2004 wurde er für die Europameisterschaft nominiert, bei der er ein Spiel bestritt.

### Trainerkarriere
Nach seinem Karriereende wurde Perez 30. Juli 2011 zum Co-Trainer von Michel Kreek bei Ajax Amsterdam A1 ernannt. Ab dem 19. Juli 2012 war er Co-Trainer der U-19 von Ajax und im Oktober 2012 Interimstrainer. In der Saison 2013/14 war er Individualtrainer der Jugend von Ajax Amsterdam und verließ den Verein zum Saisonende.

## Erfolge
- Dänischer Ligapokal mit FC Kopenhagen: 1996
- Landspokalturneringen mit FC Kopenhagen: 1997
- Johan-Cruyff-Schaal mit Ajax Amsterdam: 2006
- KNVB-Pokal mit Ajax Amsterdam: 2007
- Niederländischer Meister mit Twente Enschede: 2009/10

## Sonstiges
Perez spricht neben Dänisch und Niederländisch auch Deutsch, Spanisch und Englisch. Seine Mutter stammt von der spanischen Insel Gran Canaria, er besitzt auch einen spanischen Pass.
Er ist Experte und Analyst beim niederländischen TV-Sender Fox Sports.